# 대진첨단소재
대진첨단소재 주식회사는 대한민국의 2차전지 공정용 소재 기업이다.

## 역사
- 2019년 1월 주식회사 대진으로 설립
- 2021년 4월 현재의 사명으로 변경
- 2025년 3월: 코스닥 상장

## 사업장 현황
- 본사: 서울특별시 송파구 올림픽로 342 아울타워 4층
- 연구소 : 경기도 안양시 동안구 벌말로 66 평촌하이필드 R210호
- 음성지사 : 충청북도 음성군 상경로 424-28 (원남면)

## 같이 보기
- 하이소닉: 대진첨단소재는 하이소닉 최대주주인 이알옵틱스(유)의 특수관계법인[5]
- 탑머티리얼: 이차전지 개발 관련 생산 전체 공정 컨설팅 및 장비 공급 및 설치 회사
- WCP: 분리막 생산회사